# Empis subscutellata
Empis subscutellata är en tvåvingeart som beskrevs av Igor Shamshev 1998. Empis subscutellata ingår i släktet Empis och familjen dansflugor. Inga underarter finns listade i Catalogue of Life.